# Robert Harris (écrivain)
Pour les articles homonymes, voir Robert Harris (évêque) et Harris.
Œuvres principales
- Fatherland
- Pompéi
- L'Homme de l'ombre
- D.

Robert Harris, né le 7 mars 1957 à Nottingham, est un écrivain, journaliste et producteur de télévision britannique.

## Biographie
Il a travaillé pour la BBC et pour l'Observer et le Sunday Times (jusqu'en 1997). Depuis 2001, il écrit pour le Daily Telegraph. 
Il est l'auteur de romans historiques sur la Rome antique (fin de la République, éruption du Vésuve) ainsi qu'une trilogie romanesque sur Cicéron et de thrillers tels Archangel, Enigma et Fatherland. Ce dernier est une uchronie se déroulant à Berlin dans les années 1960 dans une Allemagne toujours nazie qui a gagné la Seconde Guerre mondiale. Il a aussi écrit Munich, qui évoque les négociations qui aboutiront aux accords de Munich,.
Imperium (Plon, 2006) est un roman sur l'ascension politique de Cicéron (Ier siècle av. J.-C.). Le narrateur est l'affranchi de Cicéron (Marcus Tullius Tiro), qui a développé une méthode de sténographie pour pouvoir noter très rapidement le contenu complet d'une conversation. Parmi les épisodes marquants, le roman montre Crassus organisant l'exécution de masse des esclaves de la rébellion de Spartacus.
Robert Harris vit dans un ancien presbytère près de Newbury, dans le Berkshire, avec son épouse, Gill Hornby, elle-même écrivaine et sœur du romancier à succès Nick Hornby. Ils ont quatre enfants.
Ancien donateur du Parti travailliste, il a renoncé à son soutien pour le parti après la nomination du journaliste de gauche Seumas Milne en tant que directeur de la communication.

## Œuvre
Tous ses romans ont été traduits par Natalie Zimmermann, sauf Fatherland, traduit par Hubert Galle.

### SérieCicéron
Biographie fictionnelle du fameux orateur Cicéron, narrée à la première personne par Tiron, le secrétaire affranchi de Cicéron.
- Imperium, Plon, 2006
- Conspirata (Lustrum), Plon, 2009
- Dictator, Plon, 2015

### Romans indépendants
- Fatherland, Julliard, 1992Initialement traduit sous le titre Le Sous-marin noir.
- Enigma, Plon, 1995 Thriller inspiré du décryptage de la machine Enigma à Bletchley Park durant la Seconde Guerre mondiale dans le cadre de l'opération Ultra.
- Archange (Archangel), Plon, 1998 Thriller prenant place entre l'URSS après la mort de Joseph Staline et la Russie durant l'ascension de Boris Eltsine.
- Pompéi (Pompeii), France loisirs, 2003
- L'Homme de l'ombre (The Ghost), Plon, 2007
- L'Indice de la peur (The Fear Index), Plon, 2011Thriller traitant de l'informatique dans le marché de la bourse, inspiré du Flash Crash de 2010
- D. (An Officer and a Spy), 2013Inspiré de l'affaire Dreyfus. Le roman est republié sous le titre J'Accuse en 2019 d'après le titre de l'adaptation en film par Roman Polanski.
- Conclave, Plon, 2016Thriller prenant place durant un conclave au Vatican pour élire un nouveau pape.
- Munich  (trad. Natalie Zimmermann), Plon, 2017Thriller prenant place durant les accords de Munich. Robert Harris a déclaré s'être très librement inspiré de personnes ayant réellement existé pour créer les personnages de Paul von Hartmann et Hugh Legat, respectivement Adam von Trott zu Solz, diplomate allemand qui a participé au complot du 20 juillet 1944 pour assassiner Hitler, et A. L. Rowse (en), auteur britannique qui l'avait connu à Oxford.
- V2, 2020Thriller durant la Seconde Guerre mondiale pour neutraliser les missiles V2
- Le Second Sommeil (The Second Sleep), Belfond, 2021Roman post-apocalyptique.
- Les Régicides (Act of Oblivion), Belfond, 2023Raconte la chasse à l'homme contre Edward Whalley et William Goffe (en), les assassins de Charles Ier.
- Precipice, 2024 Chronique de la relation entre Herbert Henry Asquith et Venetia Stanley (en)

### Nouvelle
- PMQ dans Conversations avec l'ange (Speaking with Angel, 2000) / présentées par Nick Hornby ; trad. Marie-Claire Pasquier.

1. Paris : Plon, 05/2002.  (ISBN 2-259-19469-9)
2. Paris : 10-18, coll. "Littérature étrangère" n° 4749, 04/2014.  (ISBN 978-2-264-03624-7)

### Essais
- Avec Jeremy Paxman, A Higher Form of Killing : The Secret Story of Gas and Germ Warfare, Chatto & Windus, 1982Sur les armes bactériologiques et gaz de combat.
- Gotcha! The Government, the Media and the Falklands Crisis, Faber and Faber, 1983Analyse du traitement médiatique de la guerre des Malouines.
- The Making of Neil Kinnock, Faber and Faber, 1984Enquête sur Neil Kinnock, chef du parti travailliste et opposant à Margaret Tatcher.
- Selling Hitler : The Story of the Hitler Diaries, Faber and Faber, 1986Enquête sur l'affaire des faux carnets d'Hitler qui défraya le monde médiatique en 1983.
- Good and Faithful Servant : The Unauthorized Biography of Bernard Ingham, Faber and Faber, 1990Biographie sur Bernard Ingham (en), l'attaché de presse de Margaret Tatcher.

## Filmographie

### En qualité de scénariste
- 2010 : The Ghost Writer, film de Roman Polanski (coscénariste)
- 2019 : J'accuse, film de Roman Polanski (coscénariste)

### En qualité de producteur
- 2024 : Conclave d'Edward Berger

### En qualité d'auteur adapté
- 1994 : Le Crépuscule des aigles, téléfilm de Christopher Menaul diffusé sur HBO, d'après le roman Fatherland. Il existe une cassette vidéo VHS, Warner home video France, 1995.
- 2001 : Enigma, film de Michael Apted d'après le roman éponyme, avec Dougray Scott, Kate Winslet et Saffron Burrows.
- 2005 : Archangel : Confessions dangereuses ou Opération Archangel, mini-série télévisée de Jon Jones d'après le roman Archange, diffusée sur la BBC, avec Daniel Craig, Yekaterina Rednikova et Gabriel Macht.
- 2010 : The Ghost Writer, film de Roman Polanski d'après le roman L'Homme de l'ombre, avec Ewan McGregor, Pierce Brosnan et Olivia Williams.
- 2019 : J'accuse, film de Roman Polanski d'après le roman D., avec Jean Dujardin et Louis Garrel.
- 2021 : L'Étau de Munich (Munich: The Edge of War), film de Christian Schwochow, d'après le roman Munich
- 2024 : Conclave, film d'Edward Berger, d'après le roman du même nom

## Distinctions

### Prix
- Prix Mystère de la critique 1997 pour Enigma[3]
- Prix Thriller 2008 du meilleur roman pour The Ghost[4]
- European Film Awards 2010 : meilleur scénario pour The Ghost Writer avec Roman Polanski[5]
- César 2011 : meilleure adaptation pour The Ghost Writer avec Roman Polanski[6]
- Prix CWA Ian Fleming Steel Dagger 2014 pour An Officer and a Spy (D.)[7]
- César 2020 : meilleure adaptation pour J'accuse avec Roman Polanski[8]

### Nominations
- Satellite Awards 2010 : meilleur scénario adapté pour The Ghost Writer avec Roman Polanski[9]
- Prix Steel Dagger 2012 pour The Fear Index[7]
- Prix Barry 2015 du meilleur thriller pour An Officer and a Spy[10]
- Prix Macavity 2015 du meilleur roman historique pour An Officer and a Spy[11]